# マジス
マジス、ないし、マギス（ラテン語: Magis）は、英語の「more」や「greater」に相当する、「より一層」、「もっと（大きく）」などといった意味合いになるラテン語の単語。この言葉は、イエズス会のモットーであるラテン語の語句「ad majorem Dei gloriam」すなわち「より大いなる神の栄光のために」と関係している。マジスは、キリストのためにより一層尽くす、そして、他者のためにより一層尽くすという哲学に言及した表現である。この言葉は、イエス・キリストを中心に、理想的社会を形成するという理念に関係している。

## イグナチオ・デ・ロヨラの『霊操』から
この言葉の現代的な用法の起源は、しばしば聖イグナチオ・デ・ロヨラの『霊操』、ないしはリトリートに求められており、そこでロヨラは、修練者に「私はキリストのために何をなしたか? キリストのために何をしているか? キリストのために何をなすべきか?」と、繰り返し自問自答させる:53。ロヨラによれば、その人物が「より一層」親密にキリストを知るようになれば、その人物は「より一層」キリストを愛するようになり、「より一層」身近にキリストに従うという:104。『霊操』を通して、その人物が求める恩寵は、「より一層」身近にキリストに従うこととなり:109,130、神を「より一層」喜ばせることをすることとなる:151f。このことは、ロヨラが提示するキリストの生涯についての「要点」において、頻繁に言及される:95,97,168,179f。ロヨラが、人々にとって最も崇高な謙虚さと呼んだのは、貧困や世俗的栄誉などについて、常々「より一層」キリストのようにあろうとすることであった:167。また、ロヨラが、警告を込めて結論付け、「キリスト教徒としての生活の第一原理であり基礎」と呼んだのは、「私たちの望みと選択は、私たちが創造された目的により一層貢献するようなものでなければならない」ということであった:23。この「より一層」尽くすという概念は、ロヨラの『霊操』において何度となく現れる

## 影響
マジスというラテン語の単語の現代的な用例は、しばしばロヨラに起源をもっている。1997年以来、イエズス会士たちはワールドユースデーの祝祭の前に「マジス集会 (magis gathering)」を開いて学生たちの参加を促しており、イエズス会の伝統から彼らが学んだ理念を共有させようとしている。また、「マジス (Magis)」という名称は、イエズス会の発行する雑誌名にも用いられているほか、新聞紙名や、イエズス会系の教育活動の場で掲げられる横断幕などにも用いられている。この言葉は、イエズス会系の学校において、しばしばミッション・ステートメントの中核となっていたり、ボランティア活動プログラムや、支援を必要とする学生への教育的支援プログラムの名称になっている。イエズス会士によって制作されたビデオによれば、「より一層」とは、深さや質の問題であって、量の問題ではないという。

## イエズス会系の高等教育における用例
生活の理念としてのマジスの概念は、世界中のイエズス会系の大学の多くにおいて強調されている。ロヨラ・メリーマウント大学では、キャンパス内に10組織があるサービス組織のひとつがマジスと名付けられている。この組織は、ホームレス状態と教育が同居するロサンゼルス大都市圏において学生たちが主導し、貢献する機会を提供しており、「より一層」を求める闘いの三本柱として、奉仕、多様性、精神性 (Service, Diversity, and Spirituality) を掲げ、この言葉の今日的な定義付けを強調している。

## 日本のイエズス会系の学校における用例
イエズス会が日本で経営する学校では、マジスが教育方針を表す言葉として、様々な形で用いられている。栄光学園では教育方針を表すキーワードの一つに「MAGIS」が挙げられ「自分の能力を可能な限り成長させる」と説明されている。上智福岡中学高等学校では校訓の一つに「Magis」が挙げられ「さらに  よりよく」と説明されている。
上智大学では、「magis」を「より良いもの」ないし「よりよきもの」と説明して理念に盛り込んでいる。